# Belvedere (architettura)

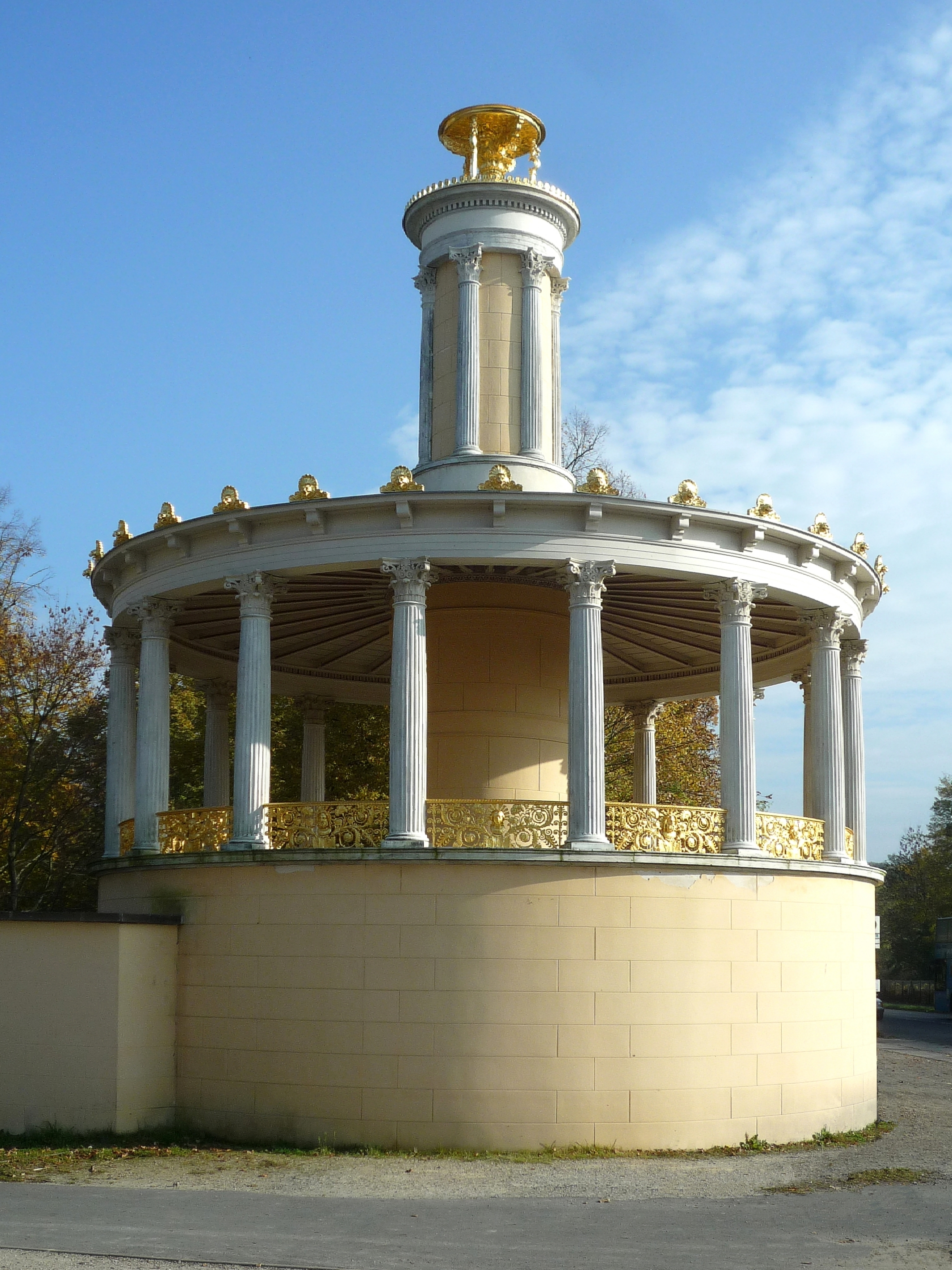
Belvedere nel parco del castello di Glienicke, a Berlino.

Il belvedere è una struttura architettonica, posta tipicamente in posizione rialzata o panoramica, così chiamata per le sue aperture verso l'esterno (come finestre o portici) che offrono al visitatore una visuale gradevole.

## Caratteristiche
È una struttura costruita solitamente nella parte più alta di un edificio o di un luogo elevato, architettonicamente configurata al fine di mostrare il panorama circostante, il "bel vedere" appunto. Può essere realizzata in varie forme: torretta, cupola, altana o terrazza.
Ad esempio, sul colle che si trova sopra il Palazzo Vaticano, Antonio del Pollaiolo costruì per papa Innocenzo VIII un piccolo padiglione chiamato il palazzetto del Belvedere (dove è collocato il Museo Pio-Clementino). Alcuni anni dopo, a seguito di una commissione di papa Giulio II, Donato Bramante collegò il Vaticano con il Belvedere; con questa modifica venne creato il cosiddetto Cortile del Belvedere, dove era situata la statua di Apollo del Belvedere.
Il termine inquadra anche diversi palazzi e castelli situati in posizioni particolarmente suggestive, come il Belvedere di Vienna, progettato da Johann Lucas von Hildebrandt, o il Belvedere sul Pfingstberg presso Potsdam.

## Galleria d'immagini

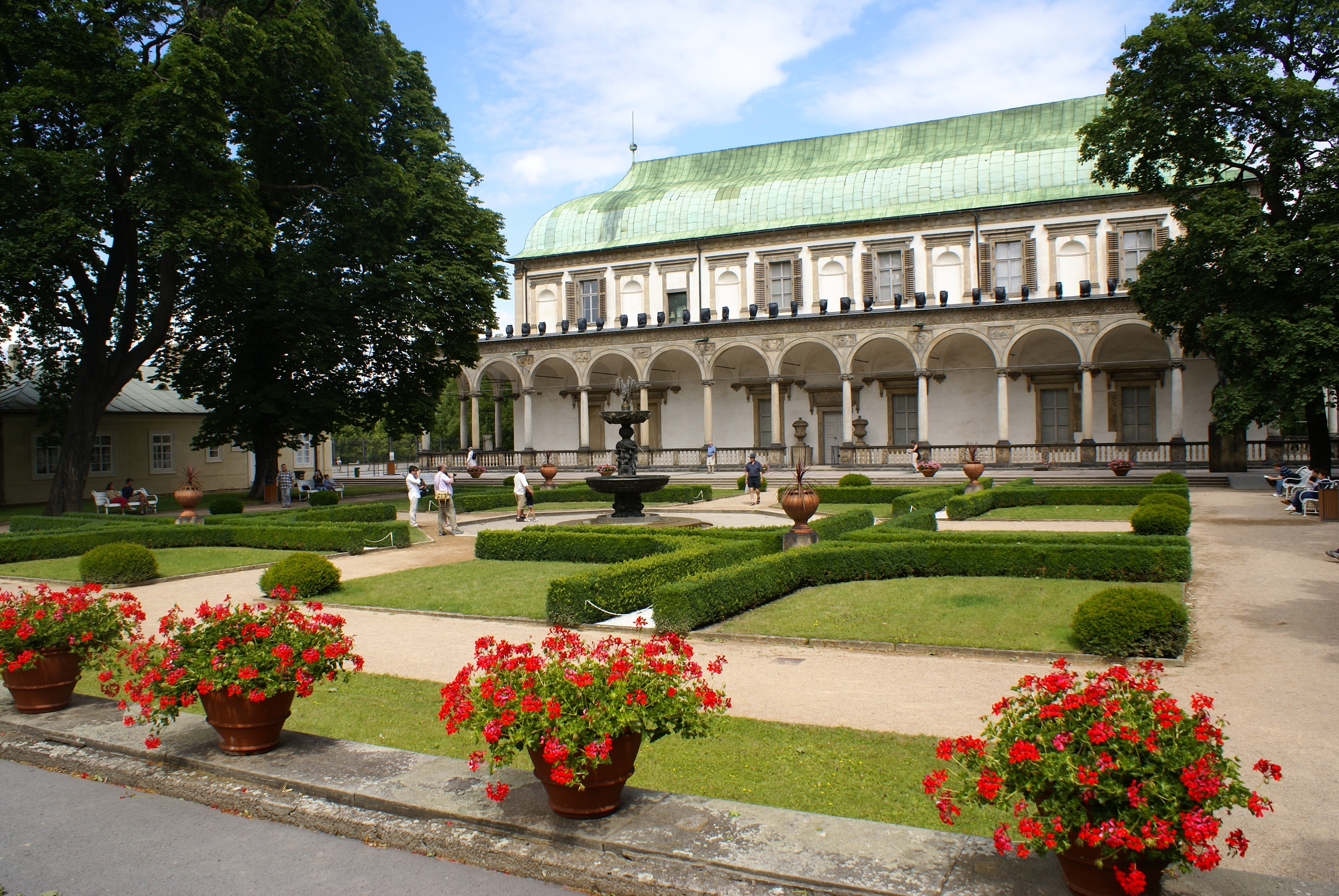
Il Belvedere della regina Anna nel giardino del castello di Praga (1538-1560)
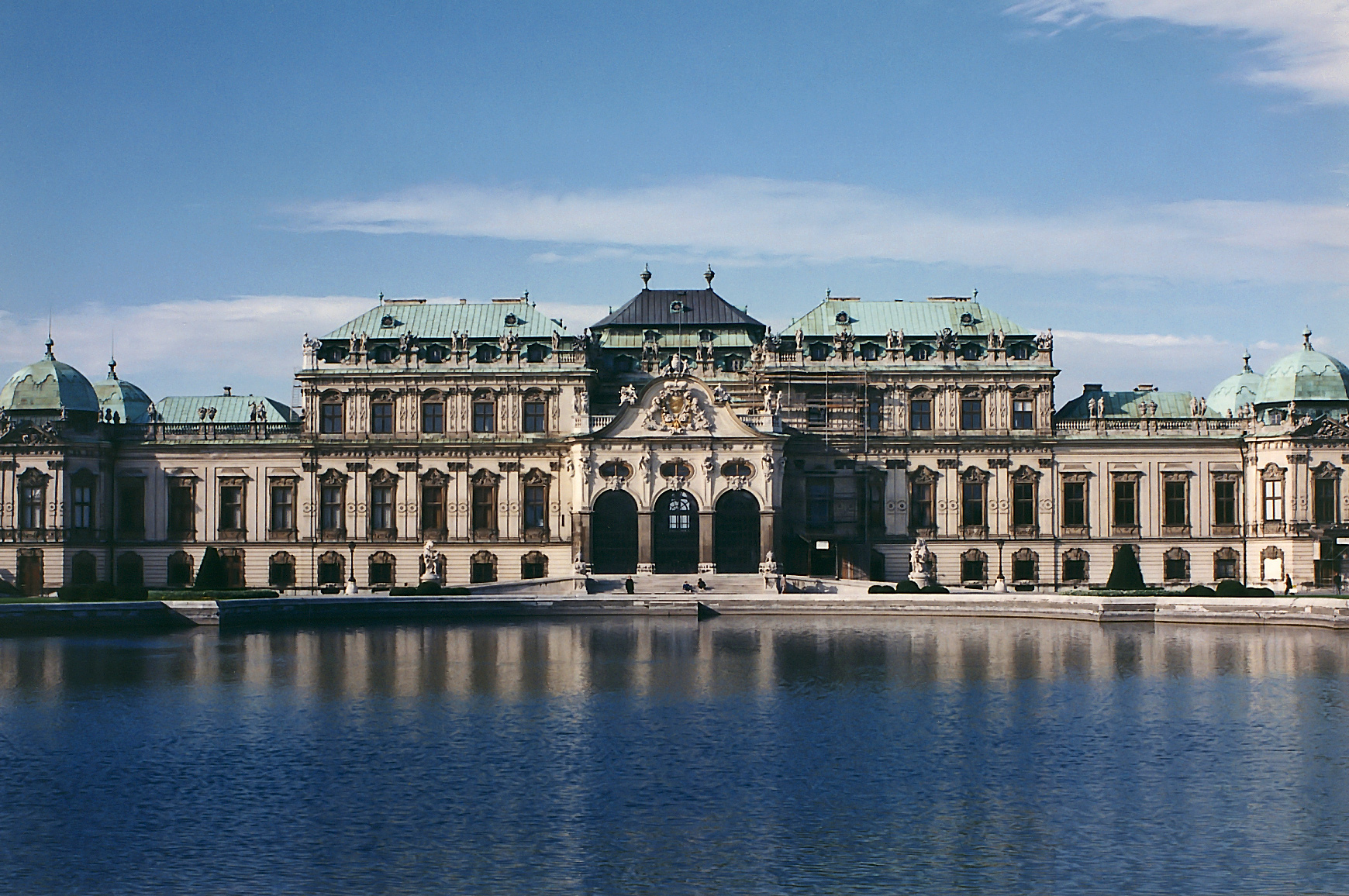
Castello del Belvedere a Vienna
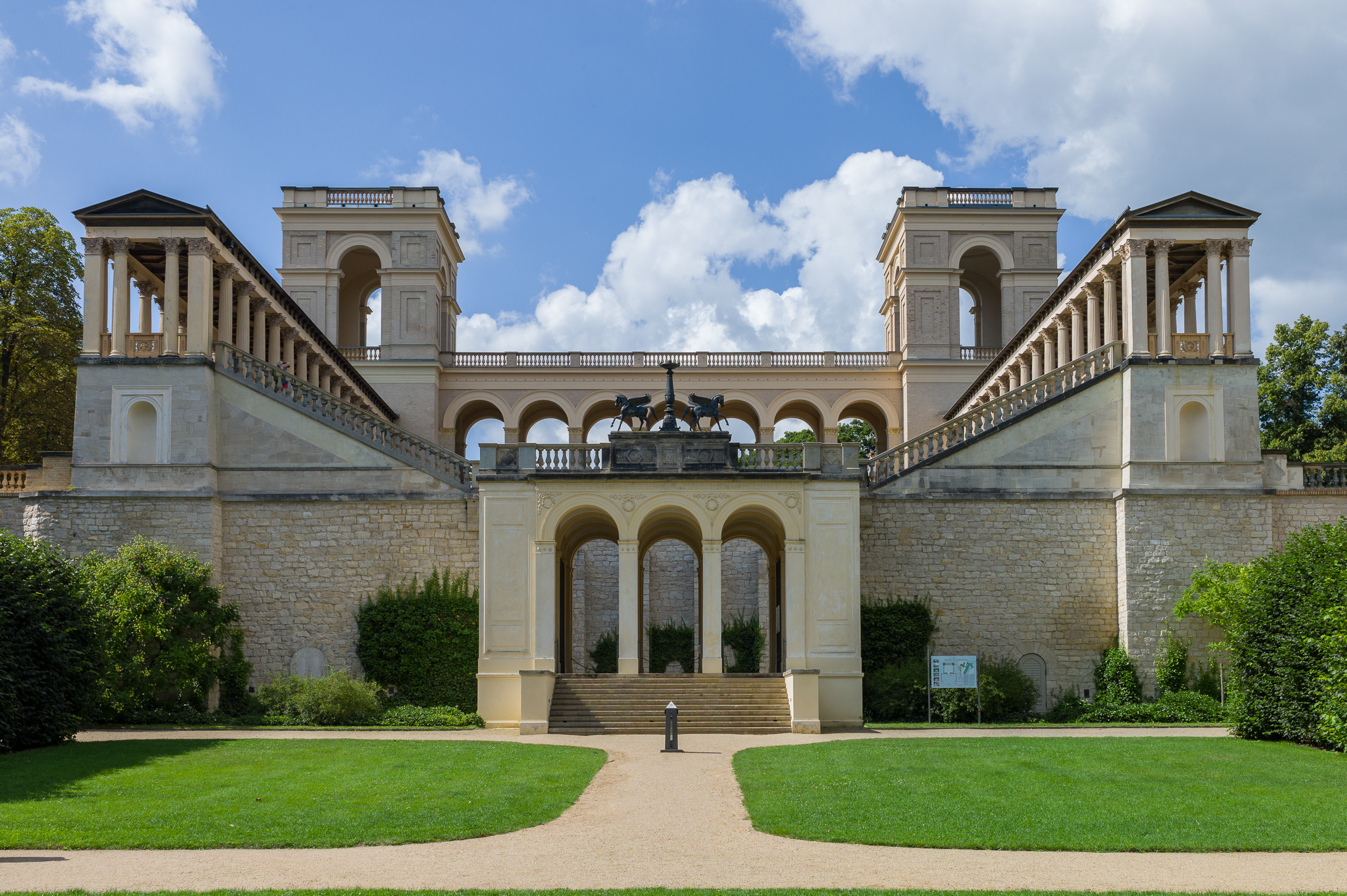
Il Belvedere sul Pfingstberg a Potsdam
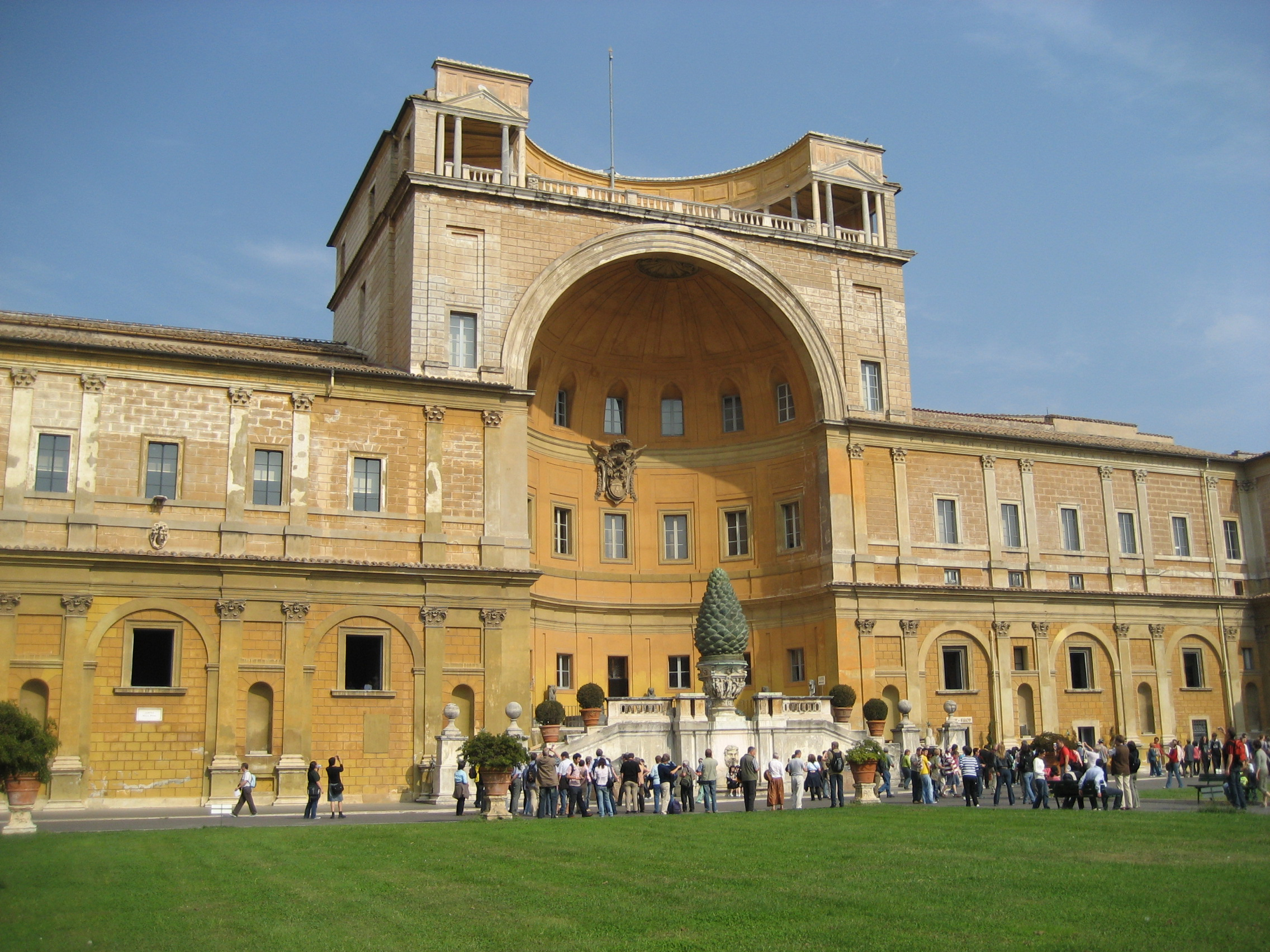
Il belvedere vaticano
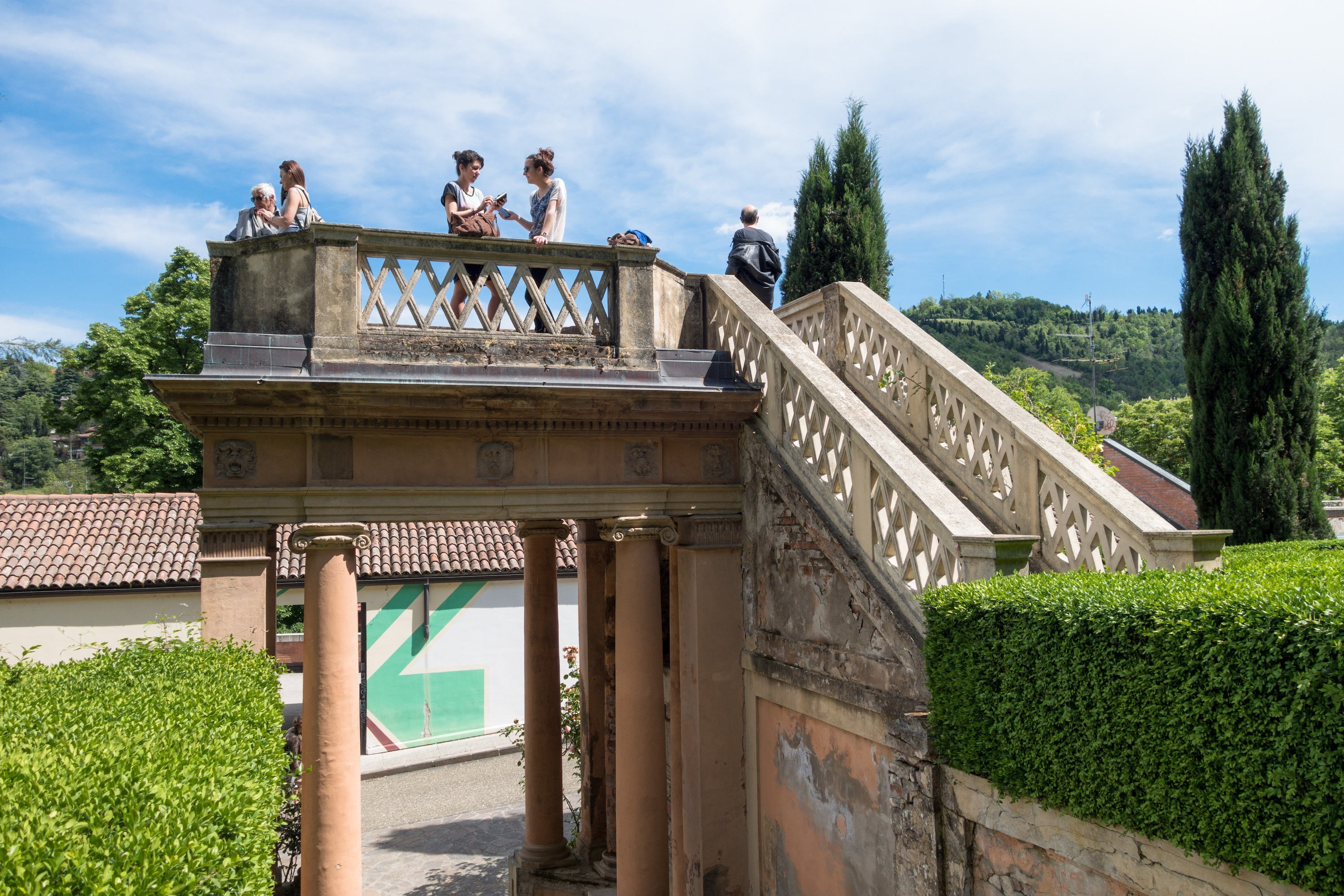
Il belvedere di Villa Spada a Bologna
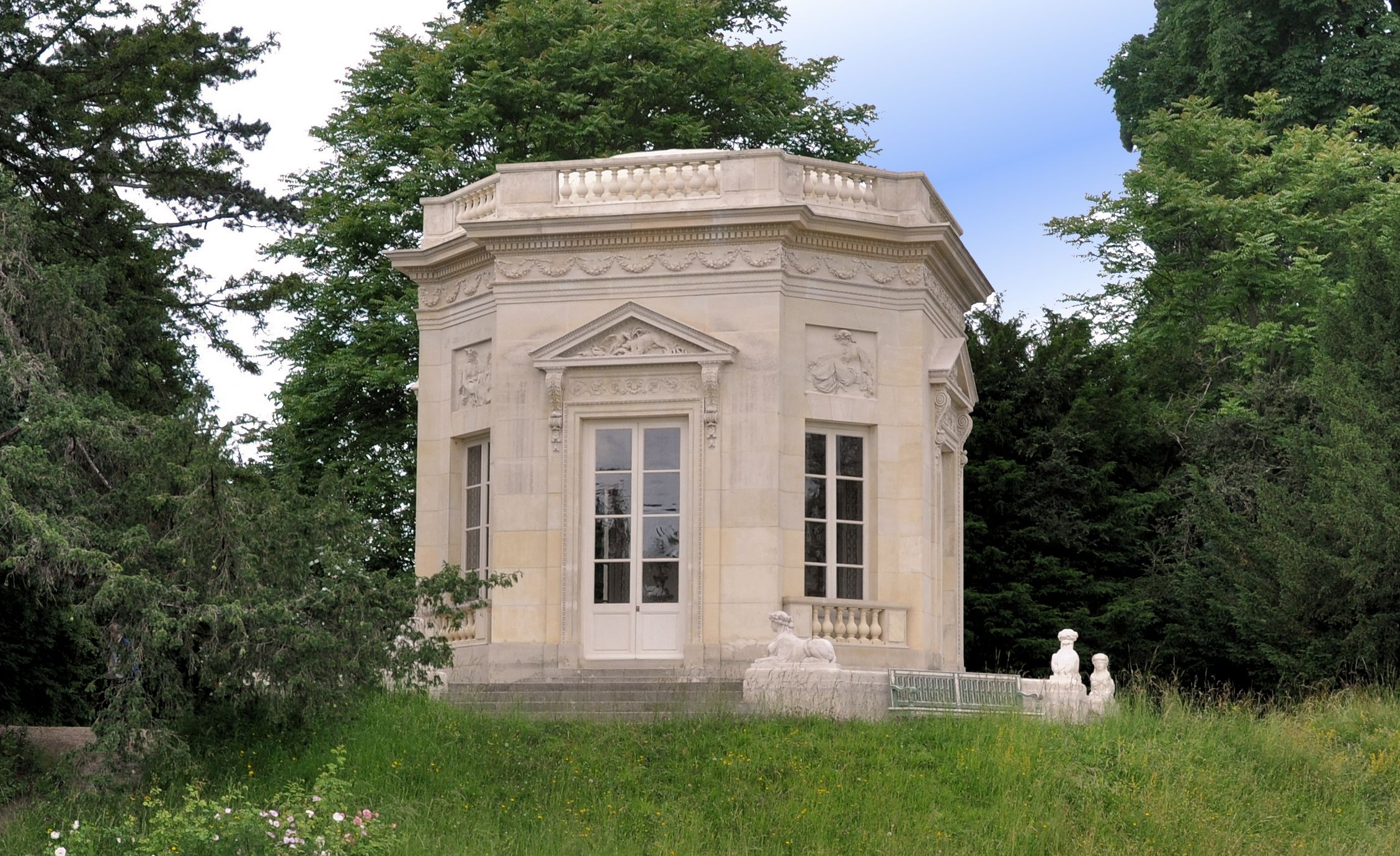
Il Belvedere del Petit Trianon a Versailles